# Whitey Schafer

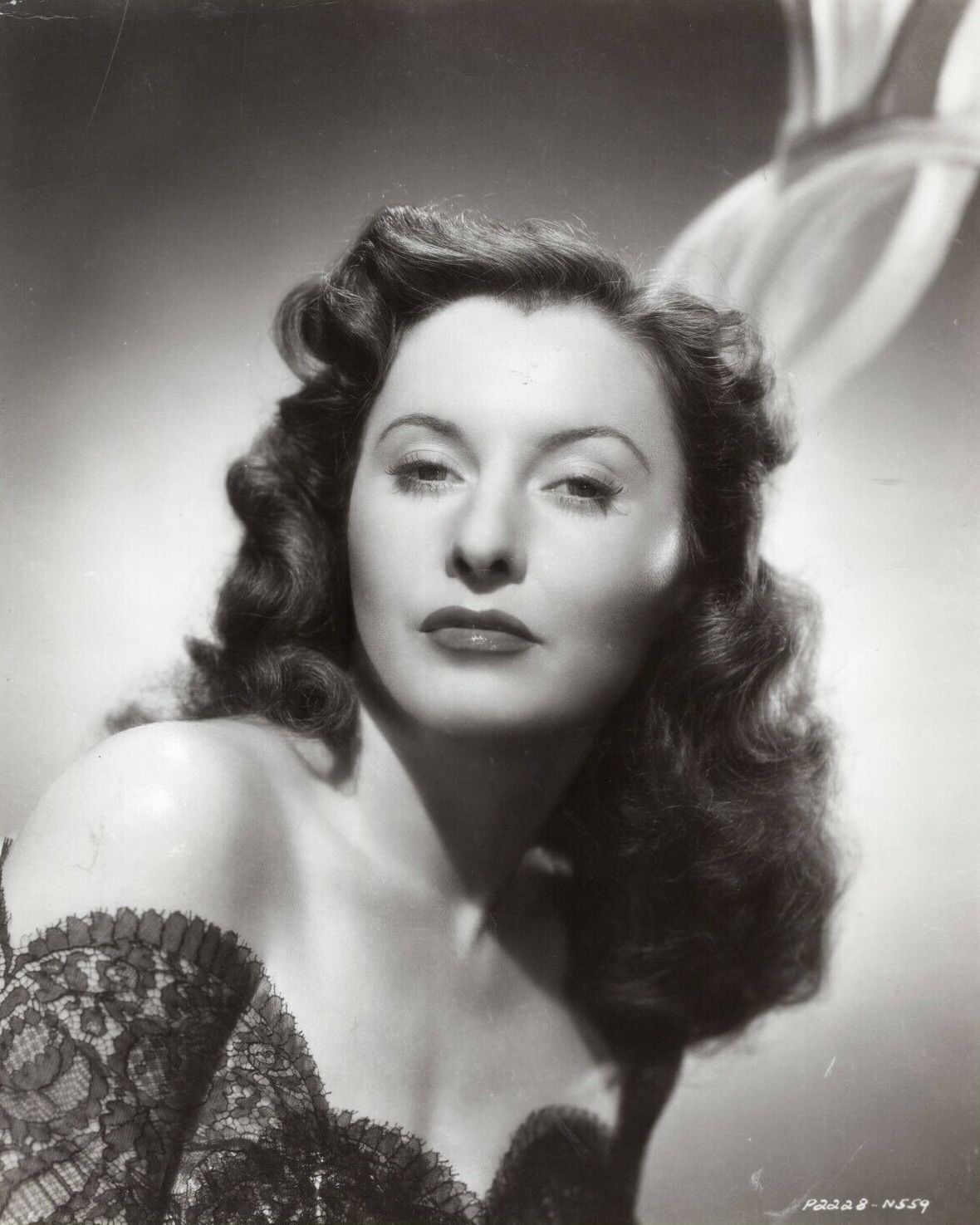
Barbara Stanwycková, říjen 1944

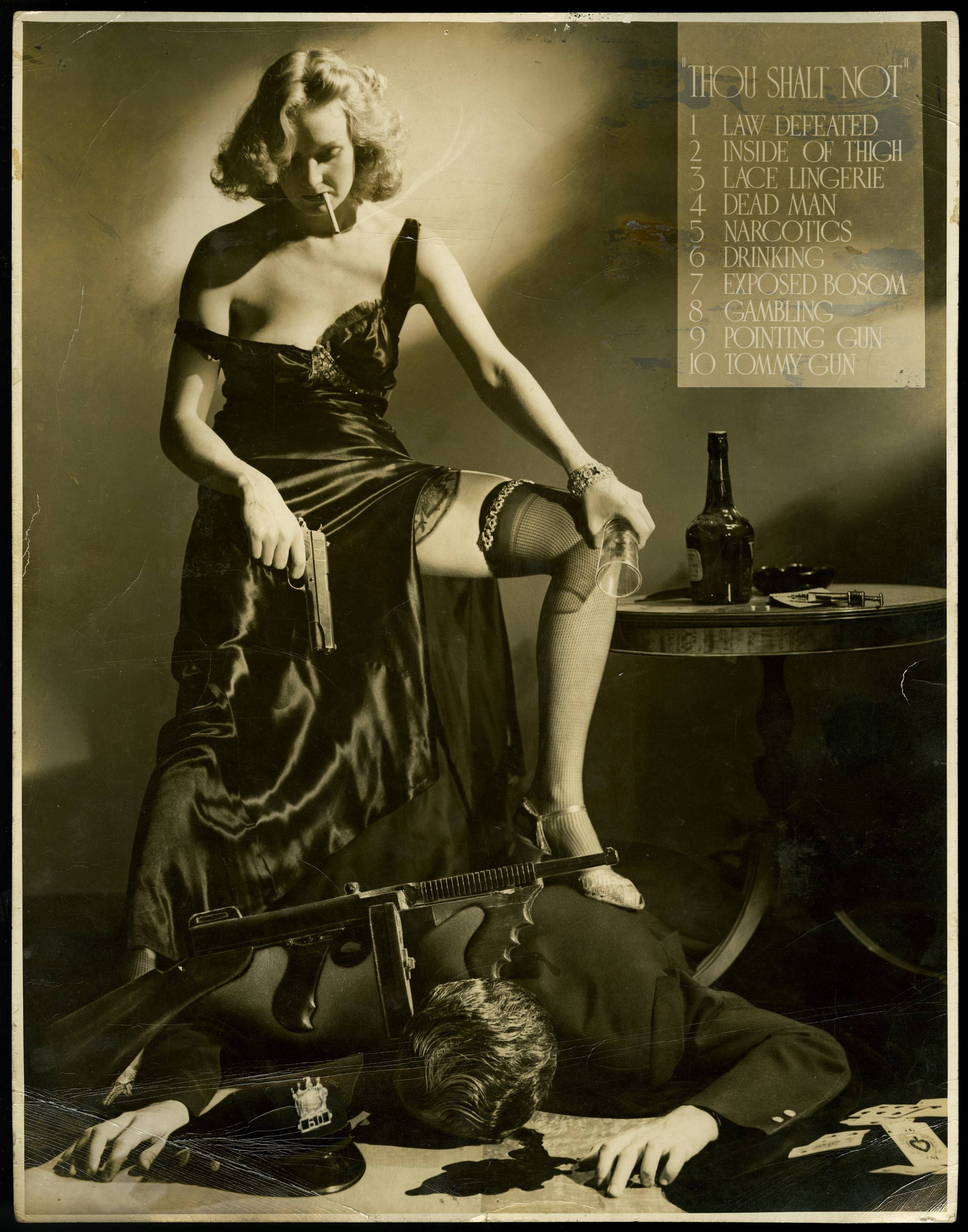
Thou Shalt Not. Satirická fotografie z roku 1940 parodující Haysův kodex

Adolph L. "Whitey" Schafer (1903 – 31. srpna 1951) byl americký fotograf známý svými pin-up a glamour fotografiemi. Schafer se narodil v Salt Lake City v Utahu a vyrostl v Kalifornii. Pro filmový průmysl začal pracovat v roce 1921. Fotografoval filmové hvězdy pro několik studií, včetně Columbie a Paramountu. Schafer byl zabit výbuchem na jachtě v roce 1951.

## Životopis
Adolph L. Schafer se narodil v roce 1903 v Salt Lake City v Utahu. Jeho rodiče se přestěhovali do Kalifornie, když mu bylo šest měsíců. Chodil na střední školu v Hollywoodu v Kalifornii a také navštěvoval uměleckou školu.

## Kariéra
V  roce 1921 začal Schafer pracovat ve filmové laboratoři Paramount Pictures. Pracoval také pro studio Thomase H. Ince, studio Cecila B. DeMilleho, RKO-Pathé a Columbia Pictures, kde od roku 1938 vedl oddělení fotografie.
V roce 1943 a od roku 1948 byl Schafer ředitelem fotografického oddělení v Paramount Pictures. Profil Schafera z roku 1943, publikovaný během druhé světové války, zdůrazňoval jeho roli fotografa pin-up a glamour, odkazoval na fiktivního opraváře v zahraničí.
Profil z roku 1947 popsal Schaferovu roli jako „fotografovat stovky královen půvabů, které mají na sobě asi tolik oblečení jako obvykle slouží posádce děla na bitevní lodi."
Jednou ze Schaferových technik bylo použití „canned sex“, směsi vazelíny s „olejem, který se tvoří na povrchu tekutého divadelního make-upu“. Ten dával ženám na ramena, aby odhalil „odlesky porcelánové panenky“. Podle Schafera fungoval tento olej lépe než studený krém. Věřil, že ženy ráno nevypadají krásně, protože v tu dobu neměly úplně otevřené oči.  Jeho oblíbeným fotografickým tématem byla Marlene Dietrichová. Napsal knihu s názvem Portraiture Simplified, kterou vydalo nakladatelství Ziff Davis.
V parodii na Haysův zákoník zobrazuje Schaferova fotografie Thou Shalt Not z roku 1940 prostitutku, mrtvého policistu a likér. Uvádí deset objektů a konceptů zakázaných Haysovým kodexem, z nichž každý obsahuje fotografie.

## Osobní život
Schafer miloval hedvábné šátky: údajně jich vlastnil 365, jeden na každý den v roce. Jeho přezdívka pochází z jeho světlých blond vlasů. Byl blízkými přáteli s hercem Williamem Boydem.
Zemřel v Puget Sound Naval Memorial Hospital 31. srpna 1951 na zranění způsobená výbuchem jachty v Bremertonu, Washington. Zůstala po něm manželka Mabel a 22letý syn Wayne.

## Publikace
- SCHAFER, A. L. Portraiture Simplified. [s.l.]: Ziff Davis, 1941. OCLC 5714594
- SCHAFER, A. L. Whitey. Explore Your Home for Pictures in Pattern. Popular Science. Únor 1943, s. 144–147. Dostupné online. ISSN 0161-7370.
- SCHAFER, A. L. "Whitey". My Idea of a Beautiful Woman. Movieland. Červen 1947, s. 59–61.

## Galerie

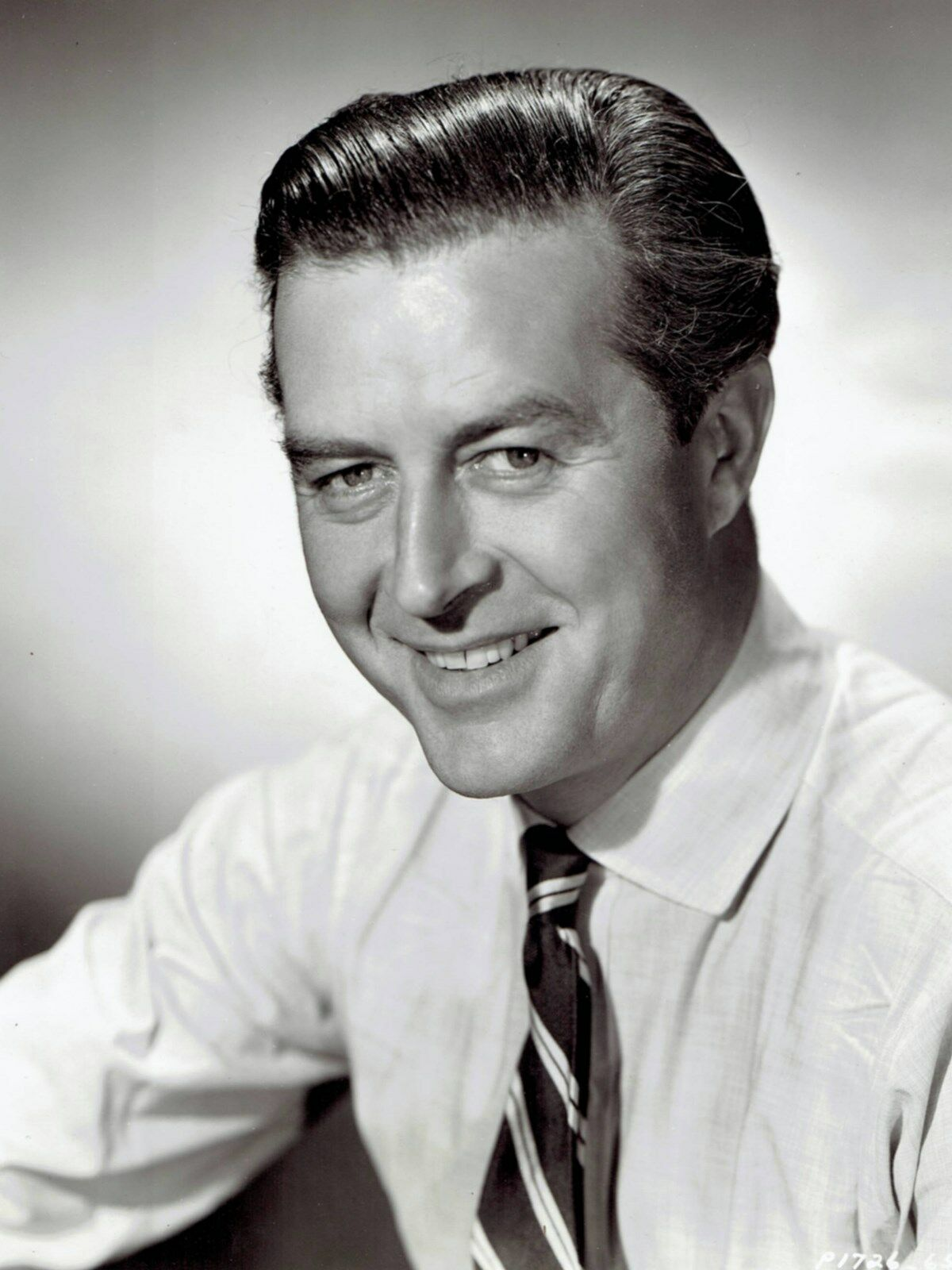
Ray Milland
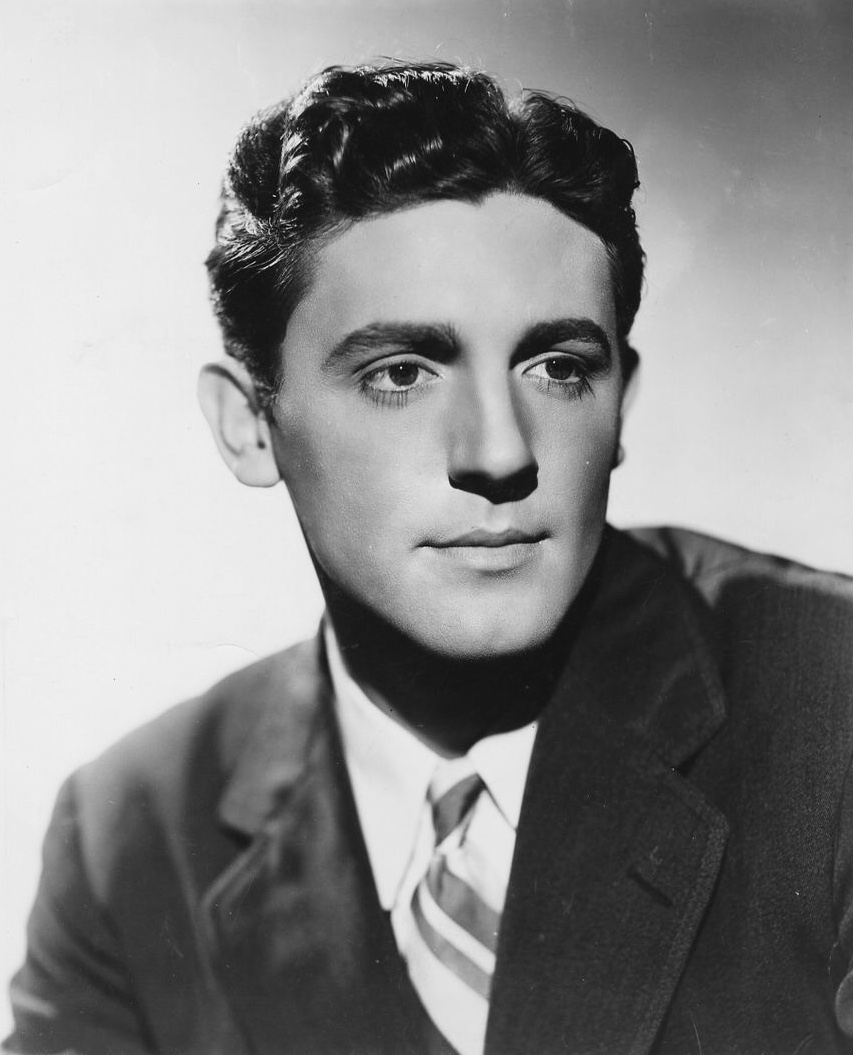
Richard Fiske
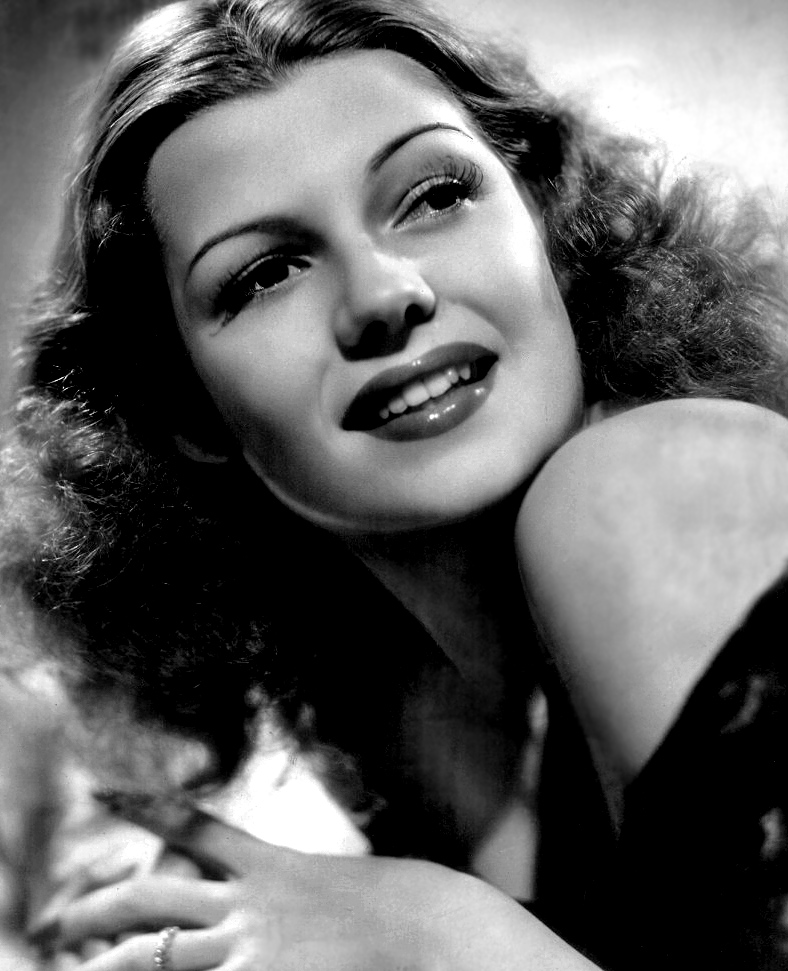
Rita Hayworthová, 1940
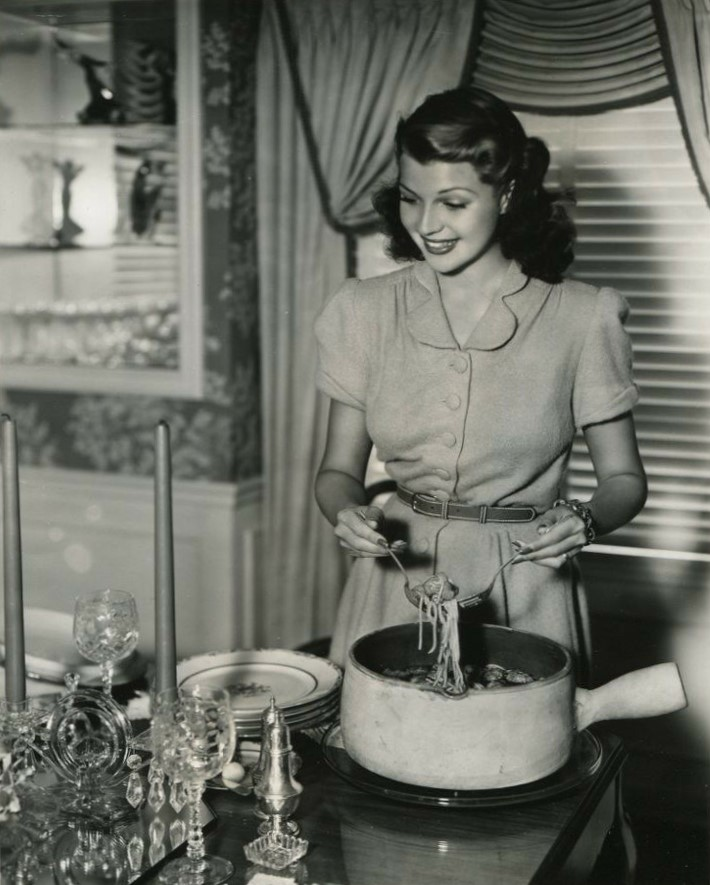
Rita Hayworthová servíruje špagety, 1941
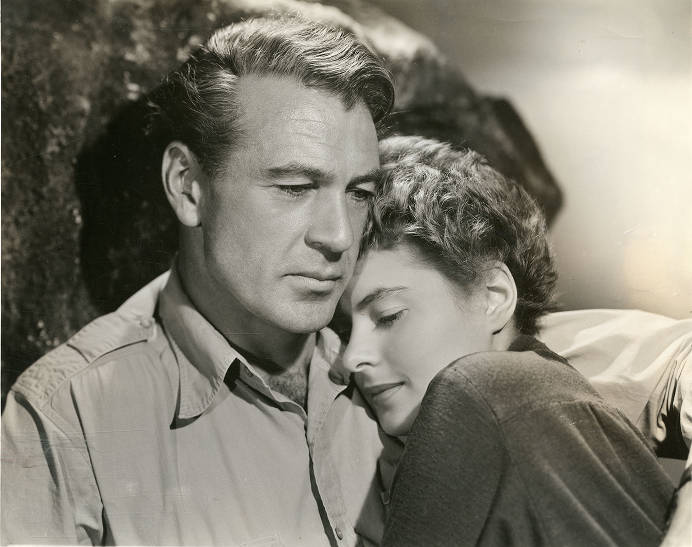
A scene from "For Whom the Bell Tolls"
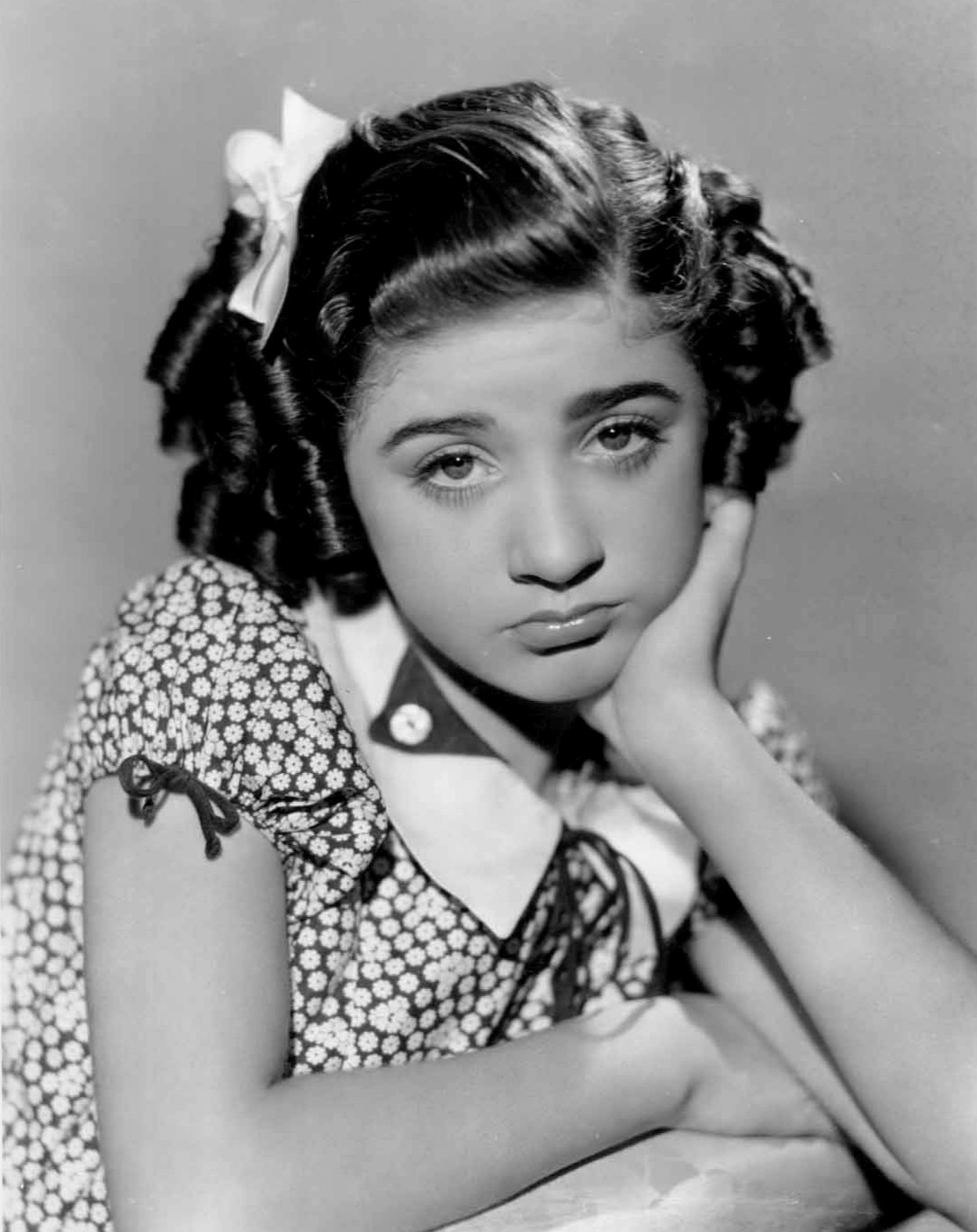
Edith Fellows, 1937
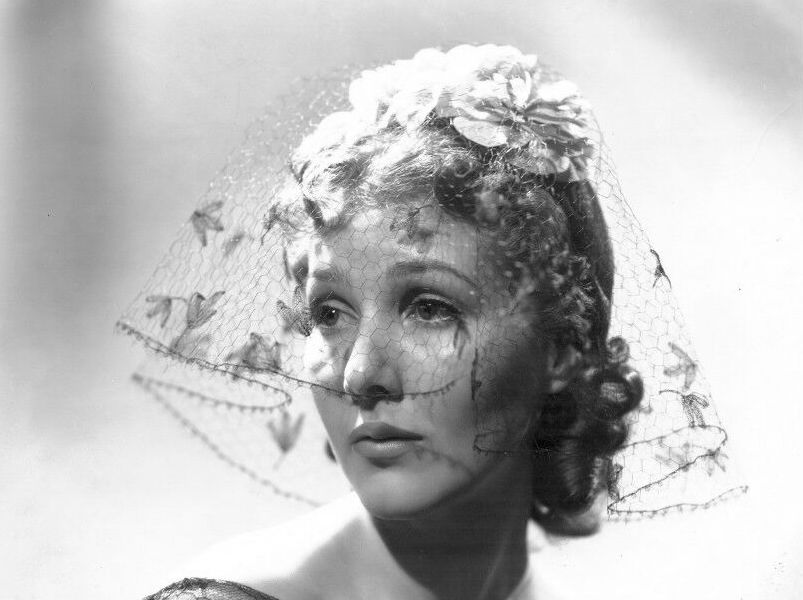
Jean Parker, 1933
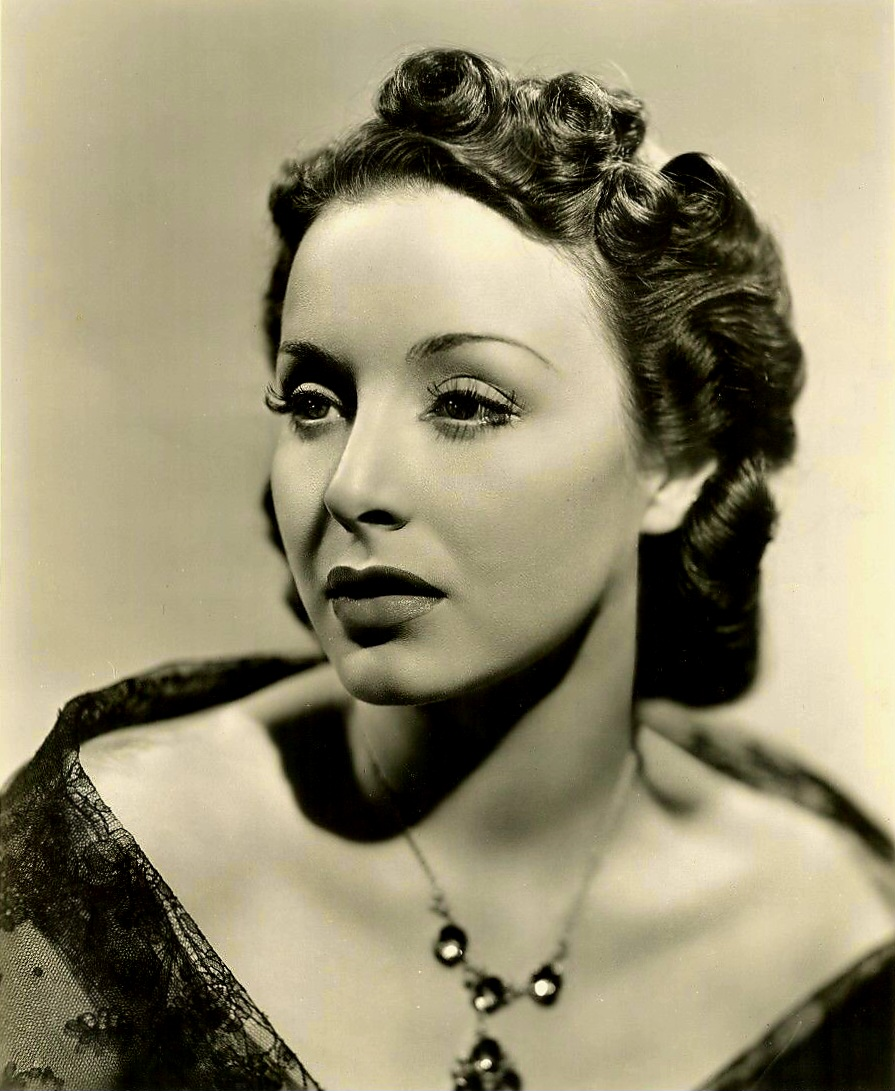
Joan Perry , 1938